# 詹姆斯·范霍夫腾
詹姆斯·道格·阿德里纳斯·“奥克斯”·范霍夫腾（英語：James Dougal Adrianus "Ox" van Hoften，1944年6月11日—）曾是一位美国国家航空航天局的宇航员，执行过行STS-41-C以及STS-51-I任务。